# Зелёный Бор (Рязанская область)
Зелёный Бор — посёлок в Шиловском районе Рязанской области в составе Лесновского городского поселения.

## Географическое положение
Посёлок Зелёный Бор расположен на Окско-Донской равнине на левом берегу реки Непложа в 27 км к юго-западу от пгт Шилово. Расстояние от посёлка до районного центра Шилово по автодороге — 39 км.
Посёлок Зелёный Бор расположен на северной окраине большого лесного массива, на юго-запад от него, на берегу реки Непложи, находится урочище Липецкое Лесничество (бывший населенный пункт). Ближайшие населенные пункты — деревня Малиновка и посёлок Новомосоловский.

## Население
По данным за 2023 год в посёлке Зелёный Бор постоянно проживает 20 чел.

## Происхождение названия
Населенный пункт первоначально назывался по производственному объекту — поселок Лесхоза. Указом Президиума Верховного Совета РСФСР от 10 января 1966 г. он был переименован в посёлок Зелёный Бор.
Как отмечает Э. М. Мурзаев, подобные словосочетания обычны в топонимических образованиях. В этом составном топониме компонент Зелёный, характеризуя цвет растительности, выполняет функцию определения; термин Бор связан с нахождением населенного пункта в бору, то есть в хвойном лесу.

## История
Поселок Зелёный Бор возник в 1920-х гг. в районе лесозаготовок Шелуховского лесхоза и первоначально так и назывался — посёлок Лесхоза. Указом Президиума Верховного Совета РСФСР от 10 января 1966 г. он был переименован в посёлок Зелёный Бор.